# ورزشگاه المپیک آتاترک

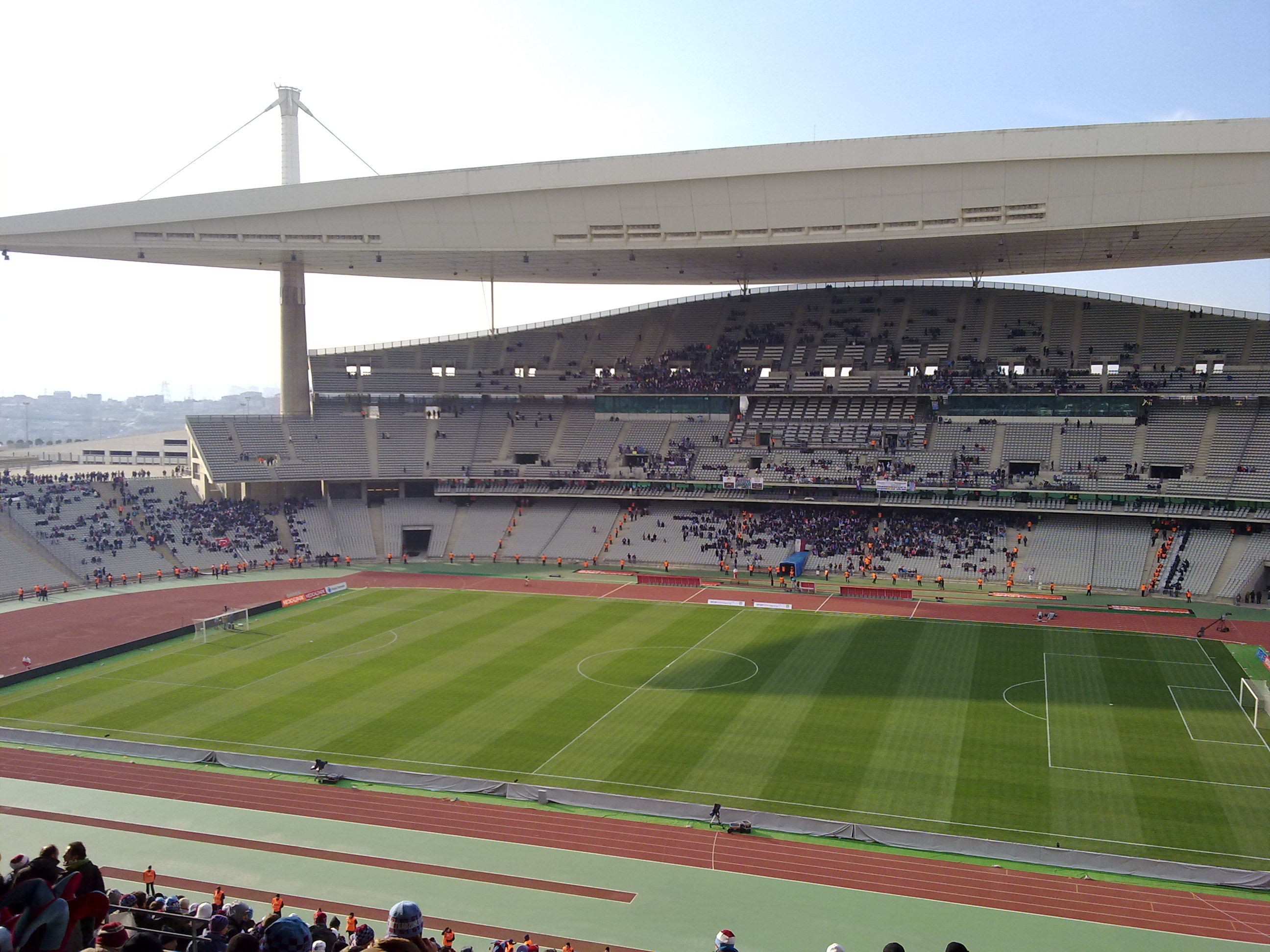
استادیوم آتاترک در استانبول

ورزشگاه المپیک آتاترک بزرگ‌ترین ورزشگاه‌ ترکیه با ظرفیت ۷۶٬۷۶۱ نفر است که در شهر استانبول قرار دارد. نام این ورزشگاه برگرفته از مصطفی کمال آتاترک نخستین رئیس جمهور جمهوری ترکیه است. ساخت این ورزشگاه با هزینه‌ای حدود ۱۴۰ میلیون دلار در سال ۱۹۹۹ آغاز شد و قرار بود در جهت میزبانی از بازی‌های المپیک ۲۰۰۸ ساخته شود، اما با انتخاب پکن چین به عنوان میزبان المپیک آن دوره، از میزبانی این رویداد ورزشی باز ماند. اما بعد از تکمیل ساخت در سال ۲۰۰۲، این ورزشگاه موفق به میزبانی فینال ۲ دوره از رقابت‌های لیگ قهرمانان اروپا در فصل‌های ۰۵-۲۰۰۴ و ۲۳-۲۰۲۲ شده است. همچنین قرار بود فینال فصل ۲۱-۲۰۲۰ این رقابت نیز در این ورزشگاه برگزار شود اما به دلیل وضعیت شیوع کرونا در کشور ترکیه، محل برگزاری این بازی به ورزشگاه دراگو در کشور پرتغال تغییر یافت.